# محمد العامري (لاعب كرة قدم)
محمد العامري لاعب كرة قدم سعودي يلعب في خط الهجوم.

## مسيرة اللاعب
لعب سابقاً في نادي أبها ونادي النجمة ونادي ضمك ونادي السروات.